# Kompaktifiering (fysik)

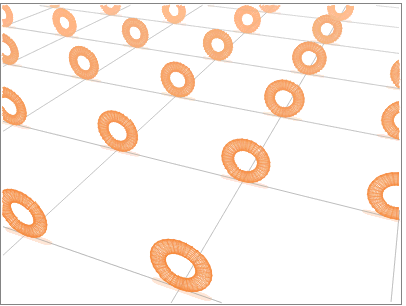
Två extra dimensioner ihoprullade till torus i det normala 3+1 dimensionerna

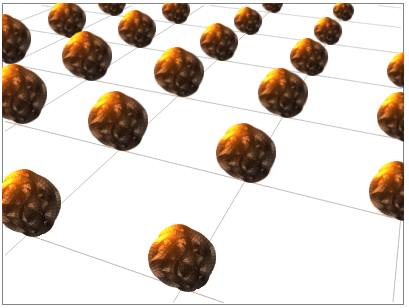
6 extra dimensioner ihoprullade till Calabi-Yau-rymder i det normala 3+1 dimensionerna

Kompaktifiering innebär inom strängteorin att man krymper de extra dimensionerna till en storlek runt en plancklängd samt "kortsluter" dem. Att "kortsluta" en dimension innebär att man kopplar ihop dem, så att om man förflyttar sig utmed längden av dimensionen så kommer man tillbaks till samma ställe. Man kan jämföra med att gå jordens omkrets längs ekvatorn. Sammantaget blir resultatet att vi inte kan upptäcka eller märka av den extra dimensionen.
Inom strängteori förekommer oftast 10 eller 11 dimensioner vilket betyder att vi har 6 eller 7 extra förutom de vi normalt upplever, 3 rumsdimensioner och 1 tidsdimension. För att koppla ihop 6 dimensioner används Calabi-Yau-rymder. För 7 dimensioner kallas de G2-mångfalder. 
En vanlig liknelse för kompaktifiering är att likna ett mångdimensionellt rum med en trädgårdsslang. Betraktad från tillräckligt stort avstånd verkar den ha bara en dimension, sin längd. Denna dimension motsvarar våra vanliga iakttagbara fyra dimensioner. Om man däremot närmar sig trädgårdsslangen, kommer en andra dimension inom synhåll, dess omkrets. Denna "extradimension" kan bara iakttas från tillräckligt nära håll, precis som extradimensionerna i ett Calabi-Yau-rum bara är synliga på extremt litet avstånd och därför inte enkelt upptäcks. Den svenske fysikern Oskar Klein hade redan på 1920-talet arbetat med en extra femte dimension, Kaluza-Klein-teorin för att beskriva och Maxwells ekvationer och senare även kosmologi.
En verklig trädgårdsslang har naturligtvis fler dimensioner (tre rumsliga) men för liknelsens skull bortser vi från dessa och betraktar istället bara dimensioner på slangens yta. En punkt på ytan kan anges med två parametrar, avstånd på slangens längd och position på omkretsen, precis som en punkt på jordens yta kan anges med longitud och latitud. I bägge fallen säger vi därför att objektet har två rumsliga dimensioner.